# Meioneta rufidorsa
Meioneta rufidorsa là một loài nhện trong họ Linyphiidae.
Loài này thuộc chi Meioneta. Meioneta rufidorsa được J. Denis miêu tả năm 1961.